# ダミル・イスマグロフ
ダミル・イスマグロフ（ロシア語: Дамир Исмагулов、英語: Damir Ismagulov、1991年2月3日 - ）は、ロシアの男性総合格闘家。オレンブルク州オレンブルク出身。ニュー・ストリーム/ストーム・ファイトチーム/ボエッツMMA所属。元M-1 Globalライト級王者。

## 来歴
2014年、プロ総合格闘技デビュー。ローカル団体で3戦3勝の戦績を残す。

### M-1 Global
2015年5月2日、M-1 Global初参戦となったM-1 Challenge 57でセルゲイ・アンドレーエフと対戦し、3-0の判定勝ち。

#### M-1 Global王座獲得
2017年5月26日、M-1 Challenge 78のM-1 Globalライト級王座決定戦でマキシム・ディヴニッチと対戦し、パウンドで5RTKO勝ち。王座獲得に成功した。
2018年2月22日、M-1 Challenge 88のM-1 Globalライト級タイトルマッチでラウル・トゥタラウリと対戦し、3-0の5R判定勝ち。王座の初防衛に成功した。
2018年6月15日、M-1 Challenge 94のM-1 Globalライト級タイトルマッチでアルテム・ダムコフスキーと対戦し、手の負傷で1RTKO勝ち。2度目の王座防衛に成功した。

### UFC
2018年12月2日、UFC初参戦となったUFC Fight Night: dos Santos vs. Tuivasaでアレックス・ゴージースと対戦し、3-0の判定勝ち。
2021年5月22日、約1年9カ月ぶりの復帰戦となったUFC Fight Night: Font vs. Garbrandtでハファエル・アウベスと対戦し、3-0の判定勝ち。
2022年12月17日、UFC Fight Night: Cannonier vs. Stricklandでライト級ランキング9位のアルマン・ツァルキヤンと対戦し、0-3の判定負け。約7年3カ月ぶりの敗戦を喫し、連勝は19でストップした。
2023年1月1日、健康上の問題により総合格闘技からの引退を発表したが、UFCとの契約満了まで後1試合が残されていたため、契約通り試合を行うことを発表した。
2023年7月1日、UFC on ESPN: Strickland vs. Magomedovでライト級ランキング15位のグラント・ドーソンと対戦し、0-3の判定負け。

## 戦績
| 総合格闘技 戦績 | 総合格闘技 戦績 | 総合格闘技 戦績 | 総合格闘技 戦績 | 総合格闘技 戦績 | 総合格闘技 戦績 | 総合格闘技 戦績 |
| --------------- | --------------- | --------------- | --------------- | --------------- | --------------- | --------------- |
| 30 試合         | (T)KO           | 一本            | 判定            | その他          | 引き分け        | 無効試合        |
| 27 勝           | 14              | 1               | 12              | 0               | 0               | 0               |
| 3 敗            | 0               | 0               | 3               | 0               | 0               | 0               |

| 勝敗 | 対戦相手                                 | 試合結果                              | 大会名                                                  | 開催年月日     |
| ○    | アラン・パトリック                       | 2R 4:33 TKO（パウンド）               | Alash Pride 108                                         | 2025年5月27日  |
| ○    | オバーダン・テノリオ                     | 1R 2:12 TKO（スピニングバックキック） | Alash Pride 100                                         | 2024年9月21日  |
| ○    | デミトリー・クリモフ                     | 5分3R終了 判定3-0                     | Hardcore MMA                                            | 2024年7月13日  |
| ×    | グラント・ドーソン                       | 5分3R終了 判定0-3                     | UFC on ESPN 48: Strickland vs. Magomedov                | 2023年7月1日   |
| ×    | アルマン・ツァルキヤン                   | 5分3R終了 判定0-3                     | UFC Fight Night: Cannonier vs. Strickland               | 2022年12月17日 |
| ○    | グラム・クタテラーゼ                     | 5分3R終了 判定2-1                     | UFC on ESPN 37: Kattar vs. Emmett                       | 2022年6月18日  |
| ○    | ハファエル・アウベス                     | 5分3R終了 判定3-0                     | UFC Fight Night: Font vs. Garbrandt                     | 2021年5月22日  |
| ○    | ティアゴ・モイゼス                       | 5分3R終了 判定3-0                     | UFC Fight Night: Andrade vs. Zhang                      | 2019年8月31日  |
| ○    | ヨエル・アルバレス                       | 5分3R終了 判定3-0                     | UFC Fight Night: Błachowicz vs. Santos                  | 2019年2月23日  |
| ○    | アレックス・ゴージース                   | 5分3R終了 判定3-0                     | UFC Fight Night: dos Santos vs. Tuivasa                 | 2018年12月2日  |
| ○    | アルテム・ダムコフスキー                 | 1R 3:53 TKO（手の負傷）               | M-1 Challenge 94 【M-1ライト級タイトルマッチ】          | 2018年6月15日  |
| ○    | ラウル・トゥタラウリ                     | 5分5R終了 判定3-0                     | M-1 Challenge 88 【M-1ライト級タイトルマッチ】          | 2018年2月22日  |
| ○    | ホジェリオ・マティアス・ダ・コンセイソン | 5分3R終了 判定3-0                     | M-1 Challenge 85                                        | 2017年11月10日 |
| ○    | マキシム・ディヴニッチ                   | 5R 4:47 TKO（パウンド）               | M-1 Challenge 78 【M-1ライト級王座決定戦】              | 2017年5月26日  |
| ○    | モーガン・ヘロー                         | 3R 1:31 TKO（パウンド）               | M-1 Challenge 74                                        | 2017年2月18日  |
| ○    | ムラト・バフトラゾフ                     | 1R TKO（パンチ連打）                  | Alash Pride: Zhekpe Zhek 【ライト級トーナメント決勝】   | 2016年12月15日 |
| ○    | アイベク・ヌルシート                     | 1R TKO（パンチ連打）                  | Alash Pride: Zhekpe Zhek 【ライト級トーナメント準決勝】 | 2016年12月15日 |
| ○    | テミアラン・アイサディロフ               | 2R TKO（パンチ連打）                  | Alash Pride: Zhekpe Zhek 【ライト級トーナメント1回戦】  | 2016年12月15日 |
| ○    | ルベニルトン・ペレイラ                   | 5分3R終了 判定3-0                     | M-1 Challenge 72                                        | 2016年11月18日 |
| ○    | イリアス・チンギズベク                   | 5分5R終了 判定3-0                     | Naiza Fighter Championship 6                            | 2016年9月16日  |
| ○    | ラウル・トゥタラウリ                     | 3R 3:49 TKO（パウンド）               | M-1 Challenge 66                                        | 2016年5月27日  |
| ○    | ヴャチェスラフ・テン                     | 1R 2:31 リアネイキドチョーク          | M-1 Challenge 65                                        | 2016年4月8日   |
| ○    | ゲンナジー・シソエフ                     | 3R TKO（ギブアップ）                  | Scythian Gold: MMA Fight Night                          | 2016年3月4日   |
| ○    | ハビエル・フェンテス                     | 1R TKO（パウンド）                    | OMMAF: Scythian Gold 2015                               | 2015年11月21日 |
| ×    | ラマザン・エセンバエフ                   | 5分3R終了 判定0-3                     | M-1 Challenge 61                                        | 2015年9月20日  |
| ○    | ペドロ・エウジェニオ・グランホ           | 1R 2:53 TKO（パウンド）               | M-1 Challenge 59                                        | 2015年7月3日   |
| ○    | セルゲイ・アンドレーエフ                 | 5分3R終了 判定3-0                     | M-1 Challenge 57                                        | 2015年5月2日   |
| ○    | フォウド・アリエフ                       | 5分3R終了 判定3-0                     | Kazakhstan MMA Federation: Battle of Nomads 3           | 2015年4月11日  |
| ○    | エルダー・マゴメドフ                     | 1R 4:32 TKO（パウンド）               | Kazakhstan MMA Federation: Battle of Nomads 2           | 2014年11月30日 |
| ○    | デビッド・バッカイ                       | 1R 3:57 TKO（パウンド）               | OMMAF: Scythian Gold 2014                               | 2014年10月18日 |

## 獲得タイトル
- 第9代M-1 Globalライト級王座（2017年）
- Alash Pride FCライト級トーナメント優勝（2016年）